# Xingshandiscus
Xingshandiscus es un género de foraminífero bentónico considerado un sinónimo posterior de Pseudovidalina de la subfamilia Aulotortinae, de la familia Involutinidae, del suborden Involutinina y del orden Involutinida. Su especie tipo es Xingshandiscus jianyangensis. Su rango cronoestratigráfico abarca el Cisulariense (Pérmico inferior).

## Discusión
Clasificaciones más recientes hubiesen incluido Xingshandiscus en la subfamilia Pseudovidalininae, de la familia Pseudovidalinidae, de la superfamilia Lasiodiscoidea, del suborden Archaediscina, del orden Archaediscida, de la subclase Afusulinana y de la clase Fusulinata.

## Clasificación
Xingshandiscus incluye a las siguientes especies:
- Xingshandiscus jianyangensis †
- Xingshandiscus medinflatus †
- Xingshandiscus mirabilis †